# Ятцеров, Пётр Григорьевич
Пётр Григорьевич Ятцеров (1918—1978) — советский спортсмен, боксёр, мастер спорта СССР (1939), спортивный организатор, тренер по боксу.

## Биография
Родился 10 июня 1918 г. Воспитывался в Соломенском детском доме. По окончании школы ФЗО работал на Соломенском лесозаводе и петрозаводском авторемзаводе.
Занимался у тренера Юрье Паакки. Участвовал в дальних заплывах в Петрозаводской губе на Чертов стул и Ивановские острова. Выступал за ДСО «Спартак» (Петрозаводск).
В 1937—1939 гг. становился финалистом Центрального совета общества «Спартак», в 1939-м завоевал бронзу на чемпионате страны по боксу в легчайшем весе.
Участник Великой Отечественной войны, командир стрелковой роты, лейтенант, воевал на Ленинградском и Волховском фронтах в составе второй воздушно-десантной дивизии.
Награждён Орденом Красной Звезды, медалью «За победу над Германией в Великой Отечественной войне 1941—1945 гг.».
В феврале 1943 года по ранению демобилизован, работал в Красноярске учителем физкультуры и военного дела в речном техникуме.
В 1946 г. вернулся в Петрозаводск, продолжал участвовать в соревнованиях по боксу, работал тренером по боксу. Летом 1947 г. сборная Карело-Финской ССР по боксу заняла 8-е место среди 18 команд на юношеском первенстве страны в Москве.
Был председателем Федерации бокса Карельской АССР.
В Карелии с 1978 года проводится традиционный Открытый чемпионат и первенство Карелии по боксу памяти первого карельского мастера спорта СССР Петра Григорьевича Ятцерова.